# 昂格吕尔
昂格吕尔（法語：Anglure，法語發音：[ɑ̃ɡlyʁ]），法国东北部市镇，属于大东部大区马恩省，隶属于埃佩尔奈区，其市镇面积为8.05平方公里，2022年1月1日时人口数量为789人，在法国城市中排名第11,177位。
昂格吕尔位于马恩省西南部，奥布河右岸，多条公路在此交汇。

## 地名来源
“昂格吕尔”一名可能与中世纪初期活动于当地的盎格鲁人有关。

## 历史

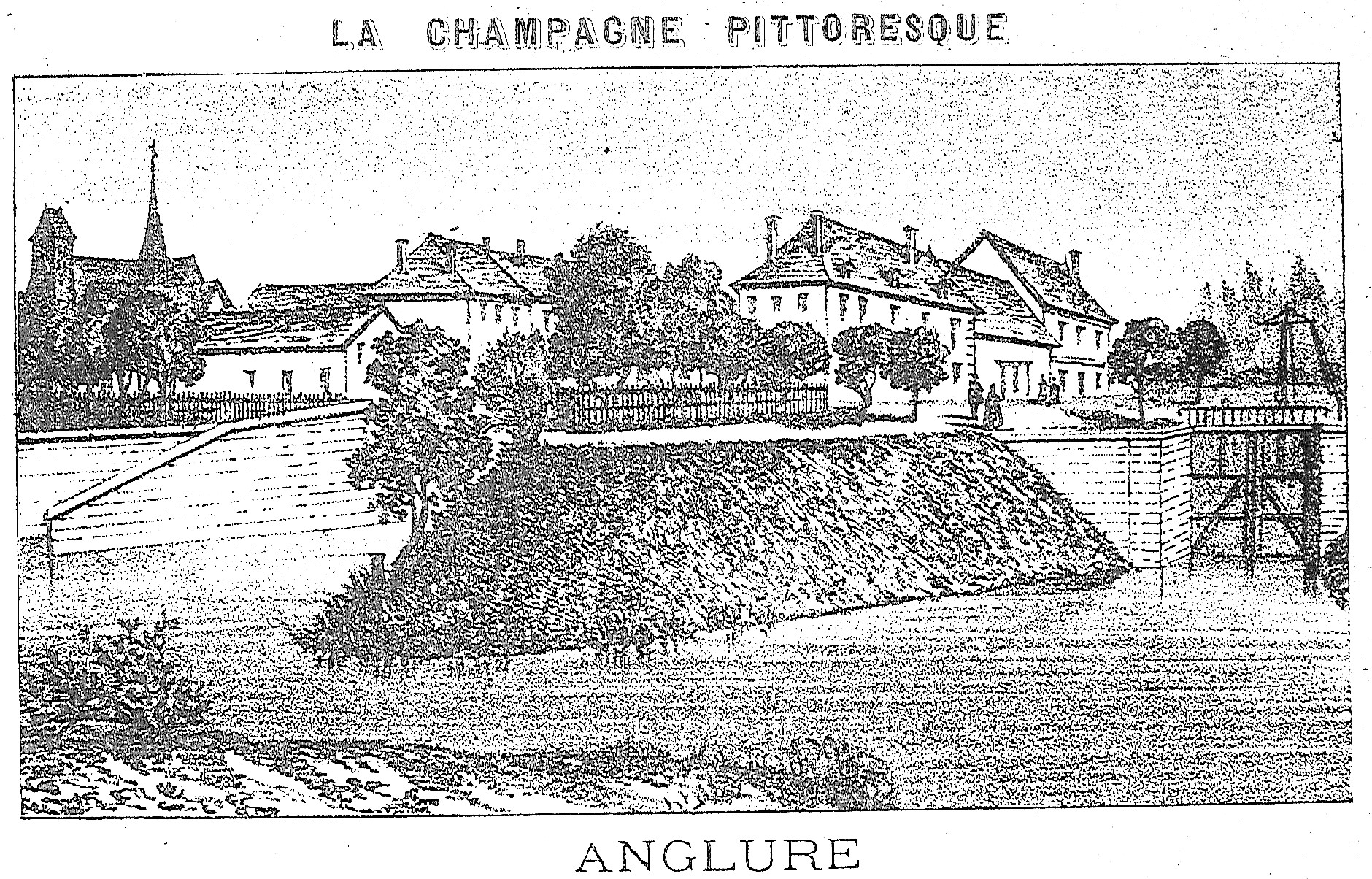
19世纪末的昂格吕尔

昂格吕尔建城于中世纪中期。根据法国史学家路易·莫雷里的论述，一位名叫Ogier的基督教徒在十字军东征返回法国后成为这一区域的领主，其后代逐渐壮大成为昂格吕尔家族。中世纪中后期，昂格吕尔为香槟伯国的一部分，当地的城墙在英法百年战争以及宗教战争期间多次被毁。法国大革命后，昂格吕尔成为马恩省的一个市镇。工业革命期间，途径此地的瓦里-马勒伊－塞纳河畔罗米伊铁路建成通车，后于1940年关闭。

## 地理

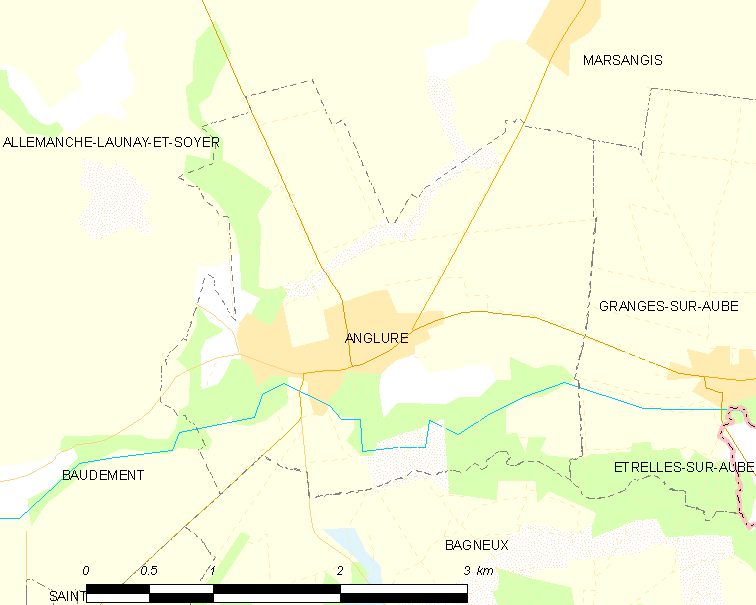
昂格吕尔市镇范围地图

昂格吕尔位于法国东北部，大东部大区西南部和马恩省南部，距离省会香槟沙隆大约64公里。与昂格吕尔接壤的市镇包括：阿勒芒什-洛奈和苏瓦耶、巴涅、博德芒、奥布河畔格朗日、马尔桑日。

### 地形
昂格吕尔位于巴黎盆地东部腹地，境内以平原为主，市镇中心地势较为平坦，全境海拔在71到82米之间。

### 水文
奥布河干流自东向西流经境内，该河是塞纳河的右岸支流。

### 植被
昂格吕尔属于温带阔叶混交林区，林地广泛分布于河流附近。
在鲜花城市的评比中，昂格吕尔被评为2星级鲜花城市。

### 气候
昂格吕尔在柯本气候分类法中属于温带海洋性气候。

## 行政区划
昂格吕尔是法国大东部大区马恩省的一个市镇，编号为51009。昂格吕尔隶属于埃佩尔奈区、马恩省第五选区以及韦尔蒂香槟平原县，同时也是塞扎讷西南马恩省市镇公共社区的办公驻地。
法国国家统计与经济研究所（简称）在进行数据统计时，未将昂格吕尔划入任何城市核心区（Unité urbaine）以及城市区（Aire urbaine）内。自2020年起，昂格吕尔被划入包含26个市镇的塞纳河畔罗米伊城市辐射区内。此外，还将昂格吕尔市镇整体看作一个“块区”（IRIS）。

## 交通

### 公路
多条马恩省省道在昂格吕尔境内交汇。
2018年，77.5%的昂格吕尔家庭拥有至少一辆私人汽车。2016年，昂格吕尔境内共发生各类交通事故2起，造成2人受伤。

### 铁路
昂格吕尔位于瓦里-马勒伊－塞纳河畔罗米伊铁路上，该铁路已于1940年停止客运服务。
距离昂格吕尔最近的运营中的客运铁路车站为塞纳河畔罗米伊站，该站位于塞纳河畔罗米伊，停靠往返于巴黎和米卢斯一线的区域列车。

### 航空
距离昂格吕尔最近的民用航空站为沙隆瓦特里机场，距离昂格吕尔市中心的公路里程约51公里。

### 城市公共交通
截至2021年11月，昂格吕尔暂无城市公共交通系统。

## 政治
昂格吕尔的现任市长为弗雷德里克·埃皮纳斯先生（Frédéric Espinasse），他是一名无党派人士，在2020年的市政选举中获得了71.66%的支持率。
在2017年的法国总统大选中，法国极右翼政党国民阵线主席玛丽娜·勒庞在昂格吕尔获得了57.01%的支持率。

## 人口
2018年，昂格吕尔市镇人口数量为857，在法国排名第11,177位。其中男性434人，女性423人，75岁及以上人口占9.6%，外籍人口数量为159人，人口密度为106人/平方公里，当地居民被称为（男性）或（女性）。2019年，昂格吕尔境内出生4人，死亡人口9人。
| 年份   | 1936 | 1946 | 1954 | 1962 | 1968 | 1975 | 1982 | 1990 | 1999 | 2005 | 2010 | 2015 | 2018 |
| ------ | ---- | ---- | ---- | ---- | ---- | ---- | ---- | ---- | ---- | ---- | ---- | ---- | ---- |
| 人口數 | 763  | 623  | 626  | 643  | 700  | 785  | 834  | 855  | 862  | 873  | 848  | 861  | 857  |

## 经济
截止2021年11月，昂格吕尔共有各类用人单位（包含自雇）131家，平均历史为20年，其中95.65%为中小型企业（PME）。（工程技术）、（管道安装）及（零售）是当地2020年营业额最高的三个企业，分别为7,264,524欧元、5,144,919欧元和1,958,911欧元。

## 财政收入
2019年，昂格吕尔的财政收入总额为440,650欧元，财政支出总额为353,850欧元，当年的债务总额为41,750欧元。2021年，昂格吕尔共获得187,915欧元的国家财政补助，比上一年减少了2.79%。
2019年，昂格吕尔的家庭平均月收入总额为2,003欧元，低于法国平均水平（2,318欧元）。
2018年，昂格吕尔境内的青壮年（15至64岁）失业率为15.3%，当地51.1%的家庭拥有纳税资格，平均纳税2,470欧元，低于法国平均水平（3,888欧元）。

## 社会事务

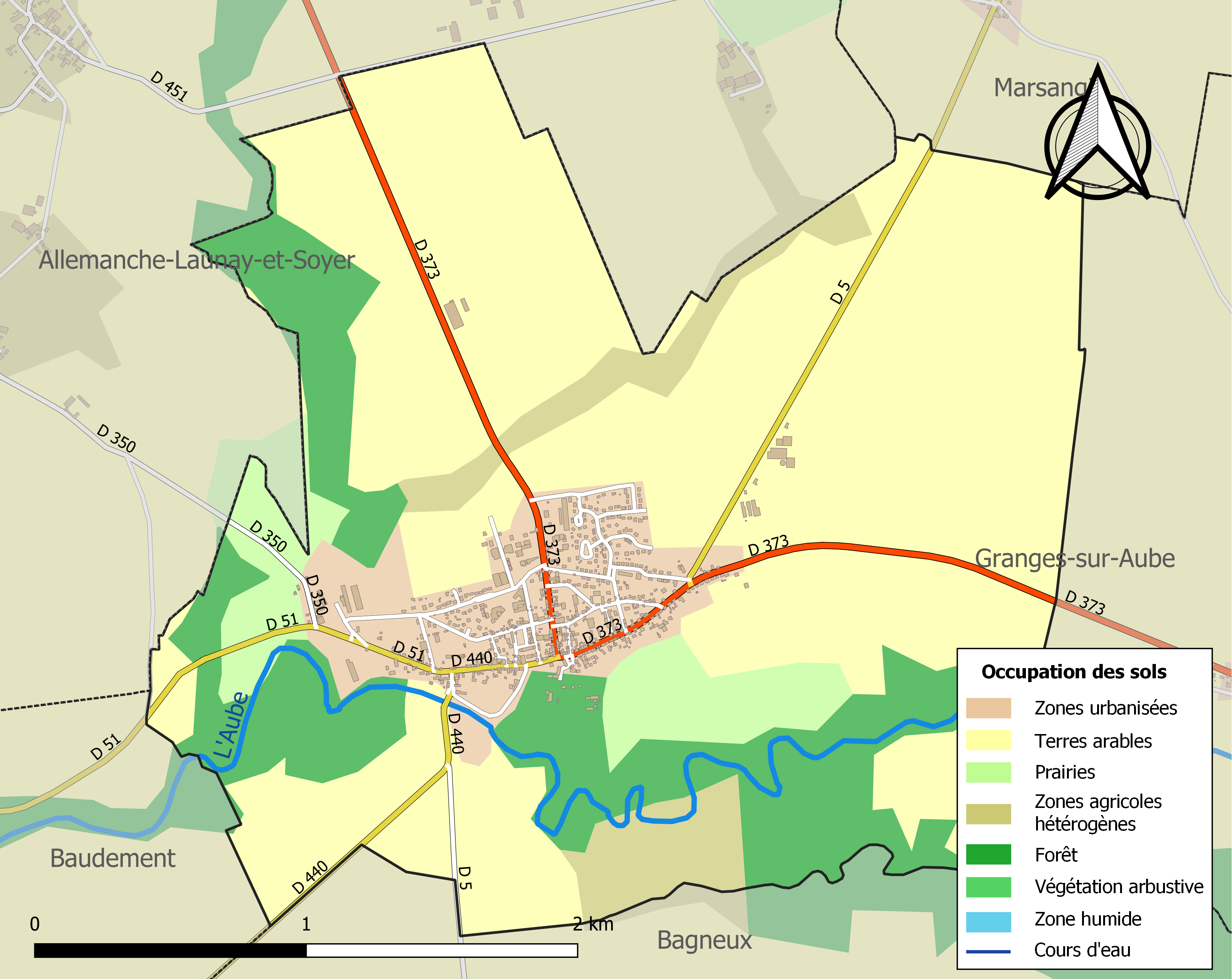
昂格吕尔土地利用情况地图

### 教育
昂格吕尔属于兰斯学区。截止2020年1月1日，昂格吕尔境内共有1所幼儿园、1所小学、1所初级中学。2018至2019学年度，昂格吕尔境内共有在校中等教育阶段学生319名。

### 医疗
截止2020年1月1日，昂格吕尔境内共有全科医生1名、保健师1名、护士2名。境内共有药房1家。
距离昂格吕尔最近的区域性医疗机构为“塞纳河畔罗米伊中心医院”（Centre Hospitalier de Romilly-sur-Seine），其主病区位于塞纳河畔罗米伊市中心，距离昂格吕尔市区的正常车程在15分钟以内，该院设有各类床位293个，是当地规模最大的公立综合性医院。

### 住房
2018年，昂格吕尔境内共有各类住房493套，其中86%为独立式居民区，13.6%为集中式居民区。常住房屋占昂格吕尔市镇范围内居民建筑总量的86.4%。
在住房保障政策方面，2020年，昂格吕尔境内共有54户家庭获得了住房经济补助，受益人数占总人口数量的6.3%，其中51份为房租补助。

### 商业
2019年，昂格吕尔境内共有各类实体商铺22家，其中餐厅3家、大型超市1家、面包房1家、银行门店1家、美容美发店4家。市区北部建有一家家乐福超市。

### 体育
2020年，昂格吕尔境内共有1间体育馆、2处网球场、1处足球或橄榄球场以及1处高尔夫球场。
截至2021年11月，昂格吕尔五人制足球俱乐部（Anglure Futsal）是当地唯一的注册足球队。

### 环境
昂格吕尔的环境事务由其所属的公共社区负责。2019年，昂格吕尔境内暂无污染企业。

### 治安
2019年，昂格吕尔市镇范围内有1处宪兵队。
2014年，昂格吕尔及附近地区共发生各类案件2,857起，其中盗窃类案件2,079起，经济类案件234起，毒品交易类案件79起。

## 文化

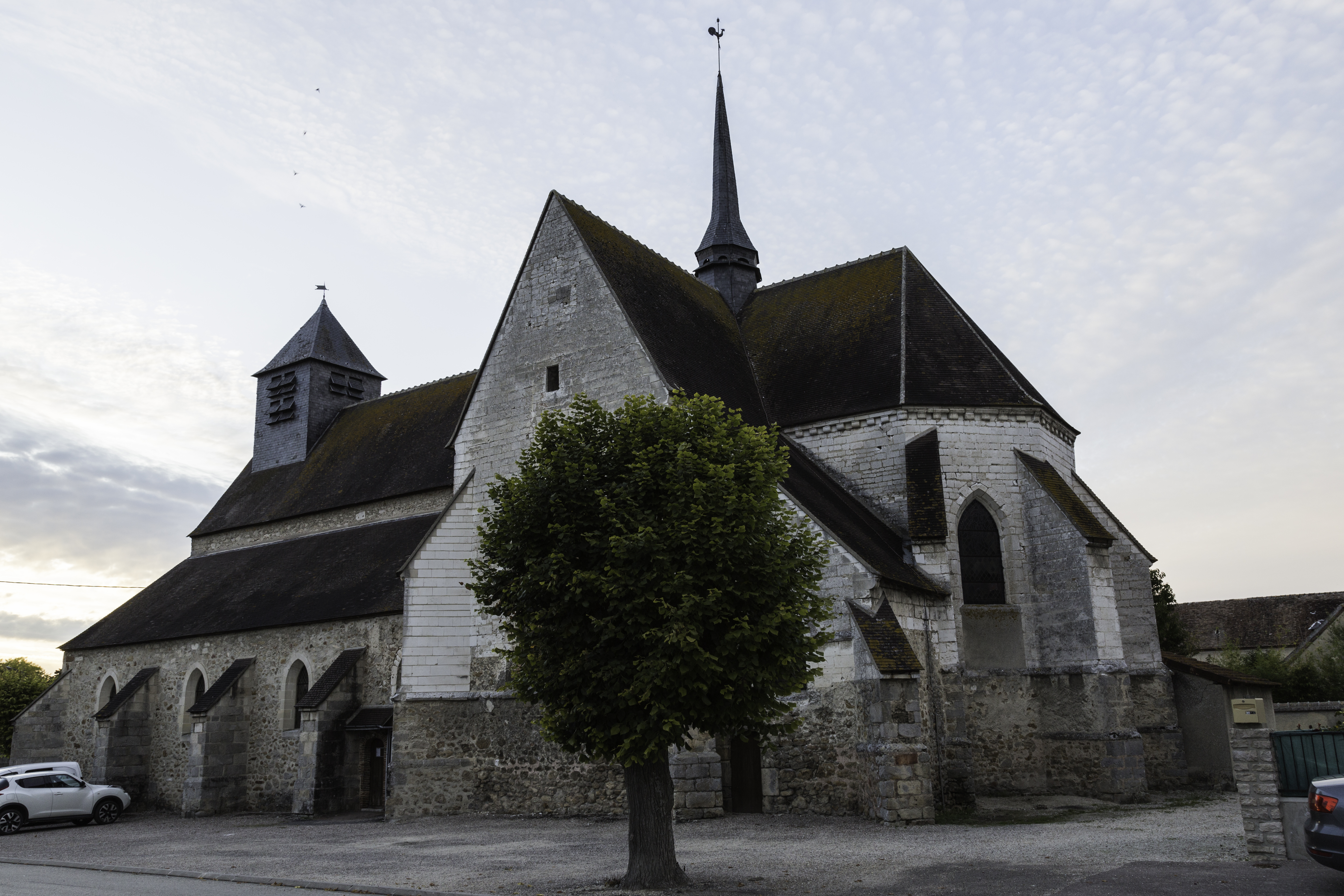
昂格吕尔圣安托万教堂

2020年，昂格吕尔境内暂无任何文化设施。昂格吕尔市政府提供多媒体中心，向公众全年开放。

### 建筑
昂格吕尔境内有多处历史建筑，其中圣安托万教堂是法国国家文物保护单位，也是当地的地标性建筑物。

### 旅游
昂格吕尔的旅游事务由其所属的公共社区负责。2021年，昂格吕尔境内暂无任何游客接待设施。

### 媒体
法国主要的媒体均可在昂格吕尔接收，法国电视三台下属的大东部大区频道在部分时段播出昂格吕尔所属区域的地方新闻。

## 友好城市
截至2021年11月，昂格吕尔暂未建立任何友好城市关系。